# 종합병원 2
《종합병원 2》는 2008년 11월 19일부터 2009년 1월 15일까지 방영된 MBC 수목드라마이다.
이 드라마는 차태현과 김정은이 《해바라기》 이후 10년 만에 재회와, 《종합병원》에 출연했던 중견 연기자들의 출연으로 기대를 모았던 작품이다.
적절한 공감적인 캐릭터, 사실에 가까운 연기, 다양한 구성과 소재, 잘 배합된 인물구도, 포괄적인 스토리와 주제로 MBC 드라마본부의 노도철 PD가 연출했다
한편, 극중 정하윤 역을 맡았던 김정은은 2001년 한국연예제작자협회의 MBC 출연거부 사태 문제에 휘말려 한동안 영화와 SBS 드라마에만 출연해 오다가 해당 작품을 통해 MBC 복귀를 했다.

## 등장 인물

### 외과 레지던트 1년차
- 정하윤 (김정은 분) : 사법고시 패스 후 의료소송전문변호사가 되기 위해 레지던트를 선택한 인물.
- 최진상 (차태현 분) : 사고뭉치 1년 차 레지던트, 의대 6년, 인턴 1년을 사고뭉치로 생활.
- 백현우 (류진 분) : 의과 대학의 수재. 1등을 놓쳐본 적이 없는 인물. 종합병원 1에 출연한 백현일(전광렬 분)의 동생이다.
- 박재영 (권민 분) : 된장남. 주변 시선을 많이 의식함.
- 허우진 (유연석 분) : 지나치게 진지하면서 경직한 인물. 의사를 천직으로 여김.

### 외과 레지던트 2~4년차
- 조용한 (류승수 분) : 외과 4년 차 치프 레지던트. 완벽한 원칙주의자.
- 민태혁 (여호민 분) : 외과 3년 차 레지던트. 돈에 대한 욕심이 많음.
- 오영범 (김병만 분) : 외과 2년 차 레지던트. 진상과 친한 선배. 유머감각이 넘침.

### 외과
- 황지만 (심양홍 분) : 성의대학병원 진료부원장. 실질적으로 성의대학병원을 이끌어나가는 인물.
- 정도영 (조경환 분) : 성의대학병원 외과 과장.
- 김도훈 (이재룡 분) : 성의대학병원 외과 스탭.
- 한기태 (이종원 분) : 뛰어난 실력과 인맥을 바탕으로 승승장구하는 성의대학병원 스타.
- 노정수 (권병길 분) : 성의대학병원 외과 스탭.
- 윤재상 (반성걸 분) : 외과 인턴
- 박재훈 (오욱철 분) : 외부에서 외과 스태프로 스카웃되었으며, 과거 성의대학병원에서 외과 치프 레지던트로 근무한 적이 있다.[3]

### 내과
- 강은지 (고준희 분) : 내과 레지던트 1년 차. 최진상의 베스트프렌드.

### 응급의학과
- 송혜수 (도지원 분) : 응급의학과 스탭. 각종 위기의 순간을 해결하는 여의사.
- 유정훈 (유현수 분) : 2년 차 레지던트. 욱하는 성질이 있다.
- 장시후 (장시우 분) : 1년 차 레지던트.
- 배준서 (공기탁 분) : 응급실 남자 간호사.

### 외과 간호사
- 마상미 (김소이 분) : 외과 병동 수간호사
- 서유나 (김지성 분) : 외과 병동 간호사
- 전순덕 (한혜린 분) : 외과 병동 간호사

### 법무팀/마취과
- 권대수 (윤제문 분) : 병원 법무팀 변호사.
- 홍소희 (노윤 분) : 마취과 전문의.

### 특별 출연(까메오)
- 권대희 (추소영 분) : 첫회에 등장.
- 변태오 (최다니엘 분) : 외과 픽턴 (마지막회에 등장)
- 이두일
- 정병호
- 오정석
- 공재원
- 최성웅 : 17회 환자 역
- 권성덕
- 박정우
- 맹봉학

## 시즌제
종합병원 2는 종합병원의 흐름과 이어지는 시즌제 드라마인데, 이는 미국식 드라마의 전형적인 방식인 시즌제의 참신한 도입이었으나, 여타 메디컬 드라마들의 주제 및 내용과 거의 흡사하다는 논란의 소지가 많았다.

## 제작진
- 기획/책임프로듀서 : 오경훈 (MBC 드라마운영팀)
  - <불새>, <러브레터>, <베토벤 바이러스>, <스포트라이트> 등
- 연출 : 노도철
  - <!느낌표, 하자하자>, <두근두근체인지>, <안녕, 프란체스카>, <우리들의 해피엔딩> 등
- 크리에이터 : 최완규
  - <종합병원>, <주몽>, <허준>, <상도>, <야망의 전설>, <올인>, <러브스토리 인 하버드> 등
- 원작 : 박재영 장편소설 <종합병원 2.0>
- 극본 : 권음미, 노창
- 제작사 : 에이스토리, MOPIUS
- 제작PD : 홍승철
- 조연출 : 최준배, 민정아, 김성욱
- 제작총괄 : 황지우, 이향봉
- 촬영감독 : 김민태, 채창수
- 조명감독 : 백강준
- 미술감독 : 이승준
- 편집 : 황금봉

## 이모저모
- 당초 내 여자 후속 주말 특별기획 드라마로 방영할 예정이었지만 MBC가 2008년 가을 개편 때 이 작품을 끝으로 주말 밤 드라마를 폐지하면서 수목극으로 변경됐다[5].
- 한편, 극중 박재훈 역으로 나온 오욱철은 10회(2008년 12월 18일)부터 <종합병원 2>에 투입됐는데 앞서 2009년 방영된 KBS 2TV 주말 대하사극 천추태후에 캐스팅되어 <종합병원 2> 출연을 고사했으며[6] 당시 <종합병원 2>는 내 여자 후속 주말특별기획드라마였다.
- 그러다가, 앞에서 본 것처럼 MBC가 2008년 가을개편 때 내 여자를 끝으로 주말특별기획드라마를 폐지하며 편성이 불발됐지만 뒷날 베토벤 바이러스 후속 수목극으로 편성됐고[5] 이 과정에서 오욱철이 10회(2008년 12월 18일)부터 투입됐다[6].

## 연장
- 2009년 1월 5일 : 종합병원 2 방영 분량이 16부작에서 1회 연장되어 17부작으로 변경.확정되었다.